# Thomas Bockelmann
Thomas Bockelmann (* 9. März 1955 in Lüneburg) ist ein deutscher Schauspieler, Regisseur und Intendant.

## Leben

### Ausbildung und erste Engagements
Thomas Bockelmann ist der Sohn des ehemaligen Lüneburger und Frankfurter Oberbürgermeisters Werner Bockelmann. Nach dem Abitur 1974 an der Odenwaldschule in Ober-Hambach folgte für Bockelmann zunächst von 1974 bis 1976 der Zivildienst. Gleichzeitig war er Mitarbeiter an der Studiobühne der Universität zu Köln. Er absolvierte von 1976 bis 1980 eine Ausbildung zum Schauspieler und schloss diese mit der Bühnenreifeprüfung ab. Parallel studierte er Philosophie, Theaterwissenschaft und Geschichte an der Universität Köln.
Von 1981 bis 1985 arbeitete er zunächst als Regieassistent am Theater an der Ruhr, am Hamburger Thalia Theater, am Berliner Schillertheater und am Schauspielhaus Köln unter Regisseuren wie Roberto Ciulli, Dieter Wedel, Benjamin Korn und Hans Neuenfels. Im Anschluss daran war Bockelmann von 1985 bis 1988 als freier Regisseur unter anderem am Theater am Turm in Frankfurt am Main tätig.

### Intendanzen
Bockelmann war von 1988 bis 1993 Intendant des Zimmertheaters Tübingen und von September 1994 bis August 1996 in gleicher Funktion an der Landesbühne Niedersachsen Nord in Wilhelmshaven tätig. Von 1996 bis 2004 leitete er als Generalintendant die Städtischen Bühnen Münster, wo er im Jahr 2000  das 19. NRW-Theatertreffen plante und ausrichtete.
Seit der Spielzeit 2004/05 war Bockelmann Intendant und Schauspieldirektor am Staatstheater Kassel, wo er die Nachfolge von Christoph Nix antrat. Zur Spielzeit 2021/22 wurde Florian Lutz sein Nachfolger.

### Lehrtätigkeiten
Bockelmann war von 1988 bis 1994 Dozent für Theater am Leibniz-Kolleg der Universität Tübingen.

### Familie
Bockelmann ist der Vetter von Jürgen Udo Bockelmann, der als Schlagersänger unter dem Künstlernamen Udo Jürgens bekannt war. Des Weiteren hat er eine Tochter und ist verheiratet mit der Schauspielerin Christina Weiser.

## Mitgliedschaften
Bockelmann ist Mitglied im Verwaltungsausschuss des Deutschen Bühnenvereins.

## Auszeichnungen
Bockelmanns Inszenierung von Mercedes von Thomas Brasch am Tübinger Zimmertheater wurde 1990 bei den Baden-Württembergischen Theatertagen in Heidelberg als beste Inszenierung ausgezeichnet.